# Kleurindex
In de astronomie is een kleurindex het verschil tussen twee kleurmagnitudes. Dit zijn getallen die op een logaritmische schaal de helderheid van een ster bij bepaalde gestandaardiseerde golflengtes aangeven. Omdat een dergelijk verschil eenduidig afhangt van de effectieve temperatuur van de ster is de kleurindex dus een maat voor die temperatuur. Het voordeel is dat een kleurindex in eerste benadering onafhankelijk is van de afstand van de ster.  De afstand van een ster is doorgaans heel moeilijk te meten, tenzij voor sterren die in de directe omgeving van de zon staan waar de parallaxmethode kan gebruikt worden.
Veel gebruikte kleurindexen zijn (U-B), (B-V), (V-R), (R-I) bij optische golflengtes (in het UBVRI fotometrische systeem), en (J-H) en (H-K) in het nabij infrarood.
Wegens de definitie betekent een kleinere kleurindex een blauwere kleur: (B-V) van een O5V ster is −0,33 en van een M5V ster +1,40.

## De kleurindex B-V
De schijnbare magnitude van een ster wordt met een kleine letter genoteerd en is een maat voor de helderheid zoals die op aarde gemeten wordt. Deze meting bevat dus de invloed van de afstand van de aarde tot de ster. De absolute magnitude van een ster is de schijnbare magnitude die de ster zou hebben indien ze op een afstand van 10 parsec zou staan. Indien de afstand van de ster wordt uitgedrukt in parsec wordt het verband tussen de twee magnitudes en de afstand D gegeven door:
{\displaystyle M=m+5-5\log(D)}
De meest gebruikte kleurmagnitudes worden op een gestandaardiseerde manier gemeten bij 364 nm (U-magnitude, ultraviolet), 442 nm (B-magnitude, blue) en 540 nm (V-magnitude, visual). De kleurindices ontstaan door het verschil te nemen tussen twee dergelijke kleurmagnitudes. Daarbij verdwijnt de storende invloed van de afstand D. Bijvoorbeeld, voor de blauwe en de visuele magnitudes geldt respectievelijk:
{\displaystyle B=b+5-5\log(D)}
{\displaystyle V=v+5-5\log(D)}
Indien deze twee vergelijkingen lid aan lid worden afgetrokken bekomt men:
{\displaystyle B-V=b-v}
Het linkerlid noemt men de kleurindex B-V. Omdat het een verschil is van twee absolute magnitudes is dit een eigenschap van de ster, zonder invloed van de afstand. Het rechterlid bevat twee meetbare grootheden, namelijk twee schijnbare magnitudes. De kleurindex wordt ook beïnvloed door de interstellaire extinctie, die golflengteafhankelijk is. Daarom wordt de waargenomen kleurindex gecorrigeerd voor het kleurexcess E(B-V). Op analoge manier wordt de kleurindex U-B gedefinieerd als het verschil tussen de UV-magnitude U en de blauwe magnitude B.

## Normalisering van de magnitude-assen
De schalen van de gestandaardiseerde visuele magnitudes zijn zodanig gekozen dat deze magnitudes nul zijn voor een hoofdreeksster van spectraalklasse A0, zoals de ster Wega. De klasse A0 stemt overeen met een effectieve temperatuur van 10000K. Dit betekent dus ook dat voor deze spectraalklasse de kleurindex B-V zelf ook nul is. Hetzelfde geldt voor andere kleurindices zoals de U-V-index.

## Gebruik als meting van de oppervlaktetemperatuur van een ster

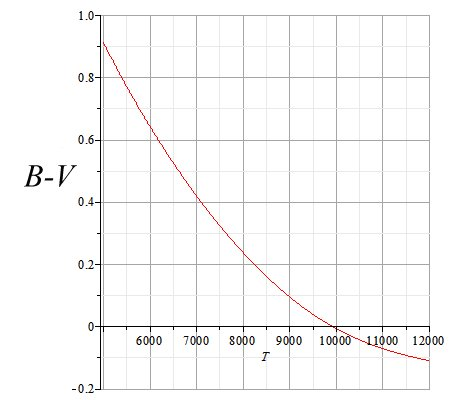
De kleurindex B-V als functie van de temperatuur

De energieverdeling over de golflengten verschuift bij een ster naar het blauw als de effectieve temperatuur van de ster stijgt. Hierdoor gaat in dat geval de B-magnitude tegenover de V-magnitude dalen, zodat voor sterren heter dan de klasse A0 de kleurindex negatief wordt. Voor sterren koeler dan een A0 ster wordt hij positief. De meting van de kleurindex geeft op die manier een directe waarde van de effectieve temperatuur van een ster. Voor de zon, een ster van 6000K, is de B-V kleurindex gelijk aan 0,65. De kleurindex B-V wordt doorgaans gebruikt voor sterren koeler dan de spectraalklasse A0. Voor hetere sterren gebruikt met U-V.